# Nullmedium
Den Begriff Nullmedium prägte Hans Magnus Enzensberger 1988 in seiner Fernsehkritik, die polemisch darauf hinweist, dass alle Klagen über das Fernsehen „gegenstandslos“ seien, weil das Fernsehen ein Medium der Gegenstandslosigkeit geworden sei; während zunächst noch programmbestimmte Inhalte gesendet worden seien, verkomme es zunehmend zu einem Medium der Belanglosigkeit und Beliebigkeit, zu einem „Trancemittel“.